# Aspidoglossum fasciculare
Aspidoglossum fasciculare är en oleanderväxtart som beskrevs av Ernst Meyer. Aspidoglossum fasciculare ingår i släktet Aspidoglossum och familjen oleanderväxter. Inga underarter finns listade i Catalogue of Life.